# Juicios de Valais

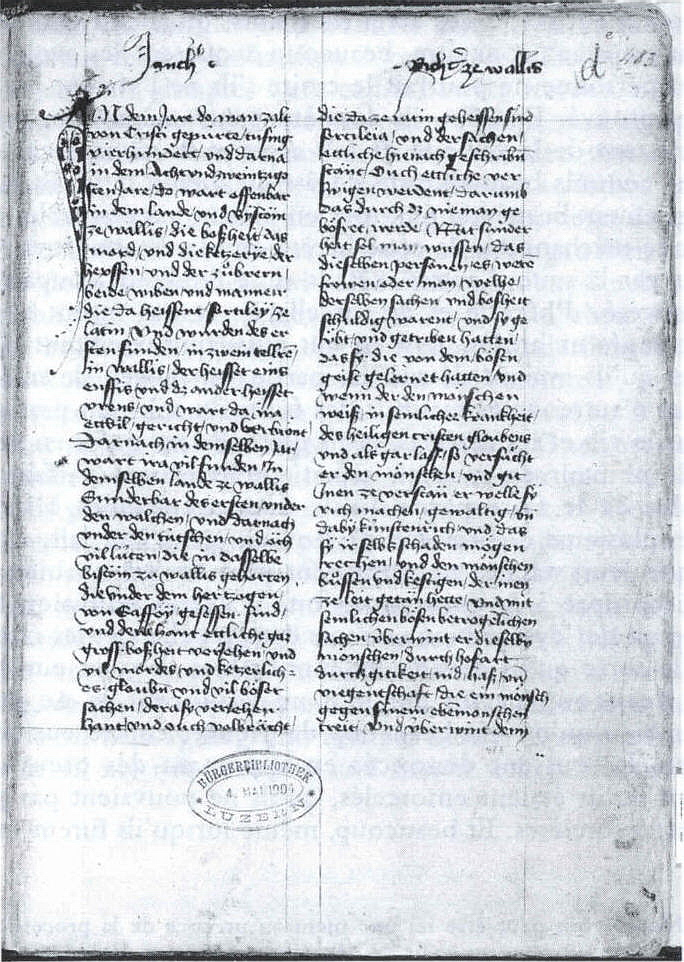
Manuscrito de Johannes Fründ sobre los juicios de brujería en Valais, Biblioteca Central de Lucerna.

Los juicios de Valais consistían en una caza de brujas que incluía una serie de juicios de brujas que tuvieron lugar en el Valais —la Casa de Saboya y el príncipe-obispado de Sion—, hoy parte de Suiza, a partir de 1428. La caza de brujas del Valais es la primera de las campañas sistemáticas que se extenderían mucho más en los decenios venideros, iniciando el período de los juicios de brujas en Europa.
Las persecuciones comenzaron en el Bajo Valais francófono (ducado de Saboya y principado-obispado de Sion) y se extendieron al Alto Valais germanófono y a los valles cercanos de los Alpes occidentales. Cayeron después de seis a ocho años (c. 1434/1436), pero el fenómeno se extendió más allá, a Vaud, Friburgo, Neuchâtel y todavía más lejos.

## Historia
Aunque en Suiza se registran quemas ocasionales de brujas (hexen) desde principios del siglo XV, los juicios del Valais de 1428 son el primer acontecimiento en el que la acusación de brujería conduce a una persecución sistemática con cientos de víctimas ejecutadas.
El principal relato contemporáneo del acontecimiento es el breve informe de Johannes Fründ de Lucerna, escrito hacia 1430, posiblemente a petición de Christoph von Silenen, entonces castellano en Siders. Existe en dos versiones, una en Lucerna (Zentralbibliothek BB 335, pp. 483-488), la otra en Estrasburgo (BNU Ms. 2. 935, ff. 162-164). La versión de Lucerna es más antigua, y un probable autógrafo. Es el relato más antiguo que se conoce de la incipiente caza de brujas sistemática de los años 1430 a 1440. Se publicó una edición crítica junto con otros cuatro textos tempranos sobre el tema por Martine Ostorero y otros (1999).

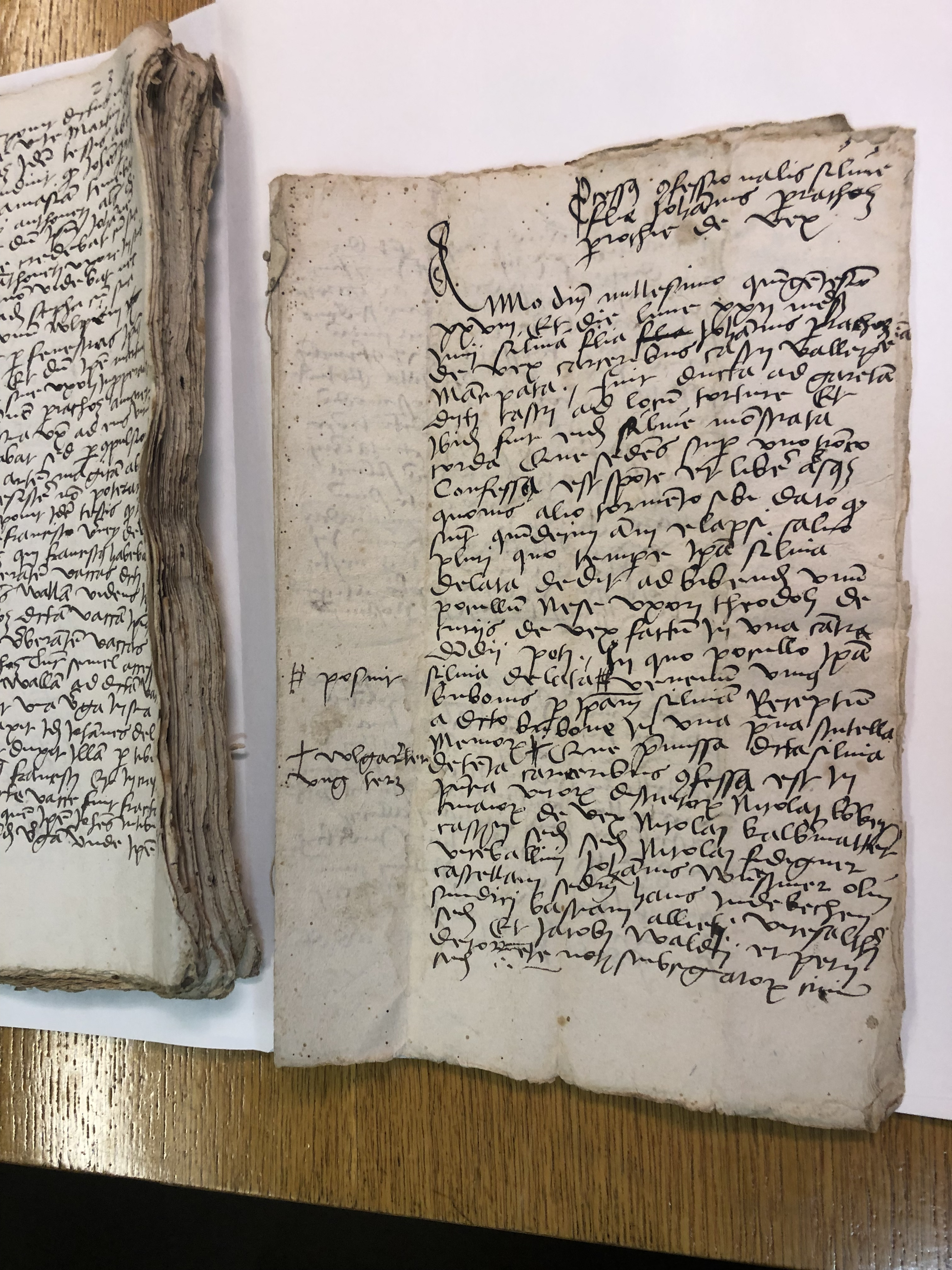
Procedimiento de la Inquisición llevado a cabo por un descendiente de Pierre Torrenté - Foto tomada en los archivos del Arzobispado de Sion el 30 de junio de 2019.

Los juicios de brujas surgieron antes de la persecución de los valdenses en Friburgo (1399-1430), debido a la cual se había establecido una inquisición funcional con sede en Lausana. Además, Valais estaba entonces políticamente fragmentado, tras la rebelión de 1415-1420 y el debilitamiento del dominio de la Casa de Saboya en el cantón de Vaud.
Los acontecimientos comenzaron en Val d'Anniviers (Enfis) y Val d'Hérens (Urens), los valles al sur de Sierre y Sion, respectivamente. En el mismo año, la caza de brujas se extendió primero al Bajo Valais francófono (walche) y luego al Alto Valais germano (tutsche).
En el verano de 1428, todo el Valais se vio afectado. El 7 de agosto, las autoridades de Leuk emitieron una proclamación formal de los procedimientos necesarios para un juicio de brujas. Según este documento, «la charla pública o la calumnia de tres o cuatro vecinos» era suficiente para la detención y el encarcelamiento, incluso si el acusado era un miembro de la nobleza. El uso de la tortura se reservaba a las víctimas «calumniadas por cinco, seis o siete o más personas, hasta un máximo de diez, que estuvieran cualificadas para ello y no estuvieran bajo sospecha ellas mismas», pero también a las «acusadas por tres personas que hubieran sido juzgadas y condenadas a muerte por la práctica de la brujería»-.
Según el relato del manuscrito de Fründ, las víctimas fueron acusadas de asesinato, herejía y hechicería, estando en pacto con el diablo. Supuestamente estaban rindiendo homenaje al diablo, que aparecía como un animal negro como un oso o un carnero. El diablo pidió a sus seguidores que evitaran la santa misa y la confesión. Fründ relata que algunos de los acusados fueron torturados hasta la muerte sin emitir una confesión, mientras que otros confesaron una variedad de actos malvados, como causar cojera, ceguera, locura, aborto, impotencia e infertilidad, y de matar y comerse a sus propios hijos.

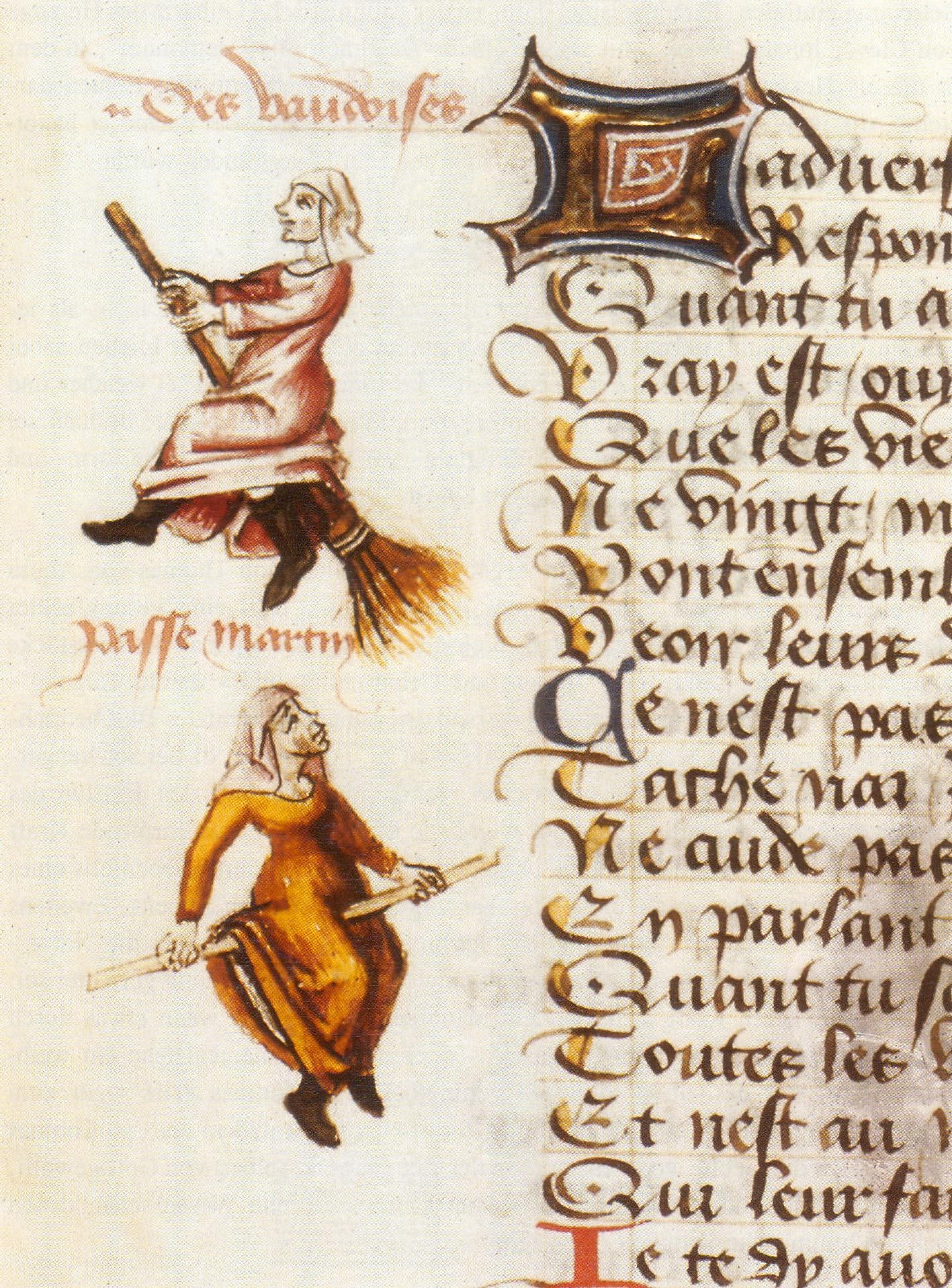
Iluminación que representa el vuelo de dos brujas en una escoba y un palo. Martin Le Franc, Le Champion des dames,.

También alude a los tópicos de las brujas voladoras —diciendo que aplicaban un bálsamo a sus escobas, y luego se subían a las sillas donde querían — y al sábado de las brujas (aquelarre), diciendo que las brujas se reunían en las bodegas de la gente por la noche y bebían su vino, y se reunían para escuchar sermones anticristianos del diablo en forma de maestro de escuela, con una confesión simulada de cualquier buena acción que pudieran haber hecho, lo que ganaría mucha influencia en el período moderno temprano. Incluso informa de que algunos de ellos son hombres lobo, matando ganado en forma de lobo, y conociendo la receta de una poción de invisibilidad. Otros confesaron haber arruinado las cosechas (vino y cereales) y haber causado que el ganado no diera leche y que los equipos de arado se quedaran quietos.
Los juicios continuaron durante varios años más, hasta bien entrada la década de 1430. Se desconoce el número de víctimas, pero oscila entre cientos. Fründ habla de una conspiración de «700» brujas de las cuales «más de 200» habían sido quemadas dos años después de los juicios (c. 1430). A diferencia de la última fase de los juicios de brujas europeos, en la que la mayoría de los acusados eran mujeres, se estima que las víctimas en los juicios de brujas de Valais fueron dos tercios hombres y un tercio mujeres.

## Recepción e influencia
Después de que los juicios a las brujas hubieran amainado en el Valais y en Saboya, el fenómeno se extendió aún más en los decenios anteriores a la Reforma, a Friburgo y Neuchatel (1440), Vevey (1448), el obispado de Lausana y la zona del lago Lemán (c. 1460-1480) y Dommartin (1498, 1524-1528).
La influencia de Valais en el fenómeno mucho más amplio de los juicios a las brujas en el período moderno temprano, que duró a lo largo de los siglos XVI y XVII en gran parte de Europa occidental, puede haber sido amplificada por el Concilio de Basilea que tuvo lugar durante el mismo período, durante 1431-1437. Aquí, los teólogos discutieron las pruebas del nuevo fenómeno de la brujería y recogieron los procesos judiciales de la región de Valais, Vaud y Saboya. Estos documentos fueron examinados por la primera generación de autores sobre la brujería, como Johannes Nider, el autor de Formicarius (escrito entre 1436-1438).